# فيروس الإيبولا

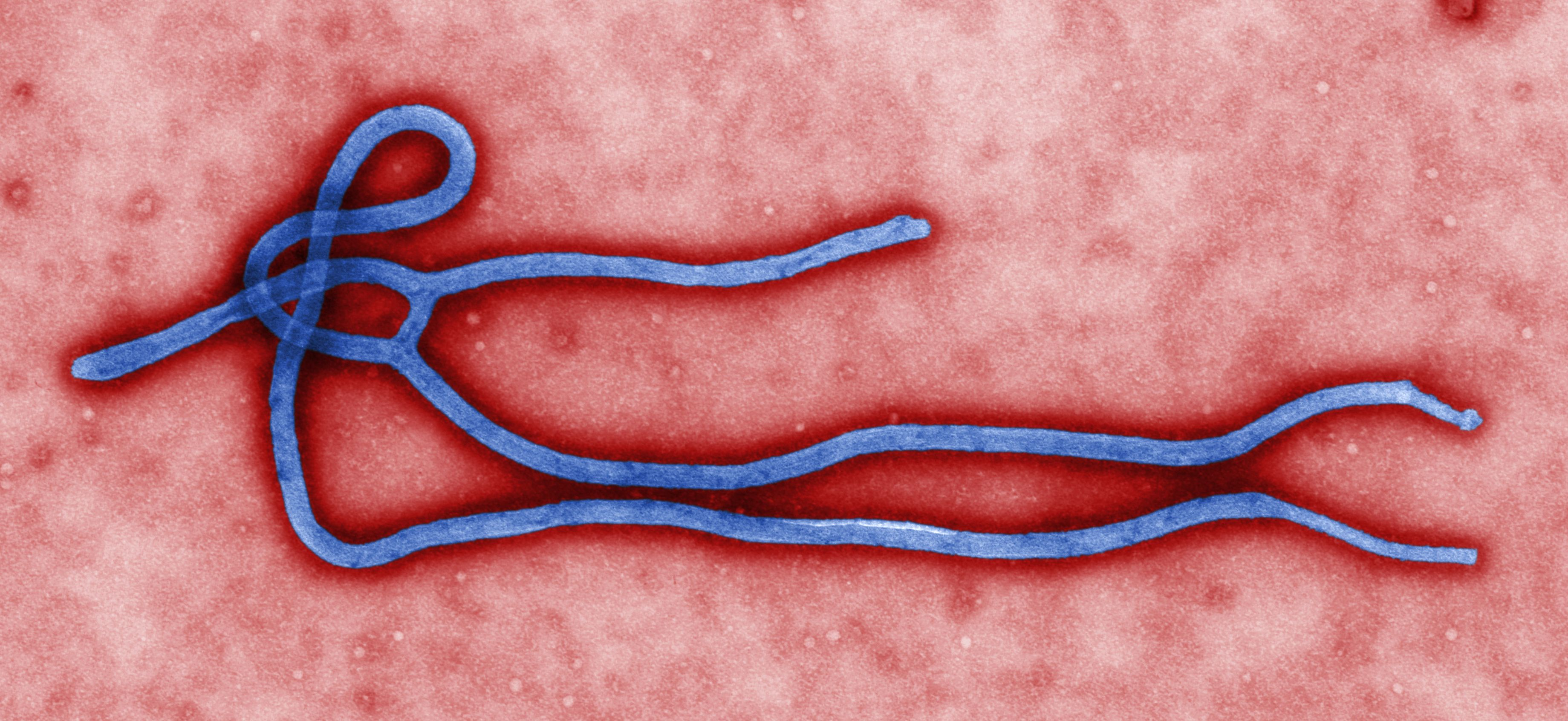
صورة مجهرية إلكترونية لفيريون فيروس الإيبولا (لون كاذب).

يعتبر جنس فيروسات الإيبولا أصنوفة فيروسية ضمن عائلة الفيروسات الخيطية (فيروسات على شكل خيوط) ورتبة الفيروسات السلبية الأحادية. يسمى أعضاء هذا الجنس بفيروسات الإيبولا، ويرمز الجينوم الخاص بهم على شكل حمض نووي ريبوزي أحادي السلسلة سلبي الاتجاه. سميت الأنواع الفيروسية الستة المعروفة باسم المنطقة التي اكتشفت فيها أصولًا: فيروس إيبولا بونديبوغيو وفيروس إيبولا ريستون وفيروس إيبولا السودان وفيروس غابة تاي (سابقًا فيروس إيبولا ساحل العاج) وفيروس إيبولا زائير وفيروس إيبولا بومبالي. عزل النوع الأخير، وهو أحدث الأنواع المسماة، من الخفافيش الأنغولية حرة الذيل في سيراليون.
يحتوي كل نوع من جنس فيروسات الإيبولا على فيروس واحد، وأربعة منها تسبب مرض فيروس الإيبولا في البشر، وهو حمى نزفية ذات معدل وفيات مرتفع للغاية. يسبب فيروس ريستون مرض فيروس الإيبولا لدى الرئيسيات الأخرى. سبب فيروس إيبولا زائير أعلى معدل وفيات بين فيروسات الإيبولا، وهو مسؤول عن أكبر عدد من حالات التفشي مقارنةً بالأنواع الستة المعروفة الأخرى من الجنس، ويذكر منها، جائحة زائير عام 1976 وجائحة غرب إفريقيا 2014 التي سببت أكبر عدد من الوفيات.
وصفت فيروسات الإيبولا لأول مرة بعد تفشي مرض فيروس الإيبولا في جنوب السودان في يونيو 1976 وفي زائير في أغسطس 1976. اشتق اسم فيروس إيبولا من نهر إيبولا في زائير (الآن جمهورية الكونغو الديمقراطية)، القريب من مكان تفشي المرض عام 1976، واللاحقة التصنيفية، الفيروس، تدل على الجنس الفيروسي. في 1998، قدم الجنس باسم الفيروسات الشبيهة بالإيبولا، ولكن في 2002، تغير الاسم إلى جنس فيروس الإيبولا، وفي 2010، خضع الجنس للتعديل. ترتبط فيروسات الإيبولا ارتباطًا وثيقًا بفيروسات ماربورغ.

## التصنيف
صنف جنس فيروسات الإيبولا وفيروسات ماربورغ في البداية على أنهما نوعان من جنس الفيروس الخيطي، الذي عفا عليه الزمن الآن. في مارس 1998، اقترحت اللجنة الفرعية لفيروسات الفقاريات، في اللجنة الدولية لتصنيف الفيروسات، تغيير جنس الفيروسات الخيطية إلى عائلة الفيروسات الخيطية التي ستضم الجنسين: الفيروسات الشبيهة بالإيبولا والفيروسات الشبيهة بماربورغ. نفذ هذا الاقتراح في واشنطن العاصمة بدءًا من أبريل 2001، وفي باريس بدءًا من يوليو 2002. وفي 2000، قدم اقتراح آخر في واشنطن العاصمة لإزالة كلمة الشبيهة، ما أفضى إلى الأسماء المعروفة اليوم: فيروسات إيبولا وفيروسات ماربورغ.
نذكر خمسة أنواع مميزة من جنس فيروسات الإيبولا، وهم:
فيروس إيبولا زائير
يعرف أيضًا باسم فيروس زائير، ويملك أعلى معدل إماتة، إذ بلغ متوسط معدل الإماتة نحو 83% على مدار 27 عام، ولكنه وصل إلى 90% في بعض الحالات. تفشى فيروس إيبولا في زائير أكثر من أي نوع آخر. حدثت الجائحة الأول في 26 أغسطس 1976 في يامبوكو. يعتبر مابالو لوكيلا، مدرس يبلغ من العمر 44 عام، أول حالة مسجلة. تشبه الأعراض ما يحدث في الملاريا، ولهذا يتلقى المرضى، بعد العلاج الأولي، مادة الكينين. يعزى انتقال العدوى إلى إعادة استخدام الإبر غير المعقمة والاتصال الشخصي الوثيق. اتهم هذا الفيروس بانتشار وباء الإيبولا في غرب إفريقيا عام 2014، وهو أخطر جائحة لفيروس خيطي لغاية الآن.
فيروس إيبولا السودان
كفيروس إيبولا زائير، ظهر فيروس إيبولا السودان في عام 1976، وافي البداية، اعتقد أنهما متماثلان. يُعتقد أن الفيروس قد ظهر أولًا بين عمال مصانع القطن في بلدة نزارا في السودان (الآن جنوب السودان) في يونيو 1976، إذ سجلت الحالة الأولى، عندما تعرض عامل ما لمستودع طبيعي محتمل للفيروس. اختبر العلماء الحيوانات والحشرات المحلية استجابةً لذلك؛ ومع ذلك، لم تظهر أي نتيجة إيجابية للفيروس، وظل الناقل مجهولًا. سهل نقص تدابير الوقاية الصحية (أو تدابير عزل المرضى) انتشار المرض. بلغ متوسط معدل الوفيات في وباء فيروس إيبولا السودان 53% في 1976 و65% في 1979 و53% في 2000.
فيروس إيبولا ريستون
اكتشفت مختبرات هازلتون، كوفانس حاليًا، هذا الفيروس إثر تفشي فيروس الحمى النزفية في قرود المكاك الآكلة للسرطان في عام 1989. منذ تفشي المرض الأولي في مدينة ريستون، في ولاية فيرجينيا، اكتشف الفيروس أيضًا لدى رئيسيات غير بشرية في ولاية بنسلفانيا وتكساس ومدينة سيينا في إيطاليا. شملت جميع الحالات قصة استيراد حيوانات مصابة من منشأة في الفلبين، حيث أصاب الفيروس الخنازير. يصنف الفيروس ككائن حي من المستوى 4، ويعرف بإمراضه الظاهر للقرود، مع ذلك، لم يسبب فيروس إيبولا ريستون المرض لدى عمال المختبرات البشريين الذين تعرضوا له.
فيروس إيبولا غابة تاي
عُرف سابقًا باسم فيروس إيبولا ساحل العاج، إذ اكتشف لأول مرة بين قردة الشمبانزي في غابة تاي في دولة ساحل العاج الإفريقية في عام 1994. أظهرت عمليات تشريح الجثث أن الدم في القلب أصبح بنيًا دون وجود أي علامات واضحة على الأعضاء، ولكن في إحدى الحالات، بدت الرئتان ممتلئتان بالدم. أظهرت الدراسات، التي أجريت على الأنسجة المأخوذة من الشمبانزي، نتائج مشابهة لنتائج الحالات البشرية، التي أصيبت أثناء وباء فيروس إيبولا عام 1976 في زائير والسودان. مع اكتشاف المزيد من حيوانات الشمبانزي النافقة، ثبت إصابة العديد منها بالإيبولا باستخدام تقنيات جزيئية. يعتقد أن لحم قرود كولبس الغربية الحمراء المصابة، التي كانت قردة الشمبانزي تفترسها، مصدر الفيروس. أصيب أحد العلماء، الذين أجروا التشريح على قردة الشمبانزي المصابة، بفيروس إيبولا؛ إذ أبدت العالمة المصابة أعراض مشابهة لأعراض حمى الضنك بعد نحو أسبوع من التشريح، ونقلت إلى سويسرا لتلقي العلاج. خرجت من المستشفى بعد أسبوعين، وتعافت تمامًا بعد ستة أسابيع من الإصابة.
فيروس إيبولا بونديبوغيو
في 24 نوفمبر 2007، أكدت وزارة الصحة الأوغندية تفشي فيروس إيبولا في منطقة بونديبوغيو. بعد تأكيد العينات التي فحصتها المختبرات الوطنية المرجعية في الولايات المتحدة الأمريكية ومركز السيطرة على الأمراض والوقاية منها، أكدت منظمة الصحة العالمية وجود نوع جديد. في 20 فبراير 2008، أعلنت الوزارة الأوغندية رسميًا نهاية الوباء في بونديبوغيو، عندما خرج آخر شخص مصاب في 8 يناير 2008. توصلت دراسة وبائية، أجرتها منظمة الصحة العالمية وعلماء وزارة الصحة الأوغندية، إلى وجود 116 حالة مؤكدة ومحتملة للنوع الجديد، وحددت معدل الوفيات، الناجم عن الوباء، بنسبة بلغت 34% (39 حالة وفاة).